# Ribeirão 1968 FC
Ribeirão 1968 FC, właśc. Ribeirão 1968 Futebol Clube – portugalski klub piłkarski z siedzibą w Ribeirão.

## Historia
Klub został założony w 1968 jako Grupo Desportivo de Ribeirão (GD Ribeirão). W sezonie 2014/2015 spadł z trzeciej ligi do czwartej, po czym ogłosił bankructwo. Następnie przyjął nazwę Ribeirão 1968 Futebol Clube (Ribeirão 1968 FC) i wystartował regionalnych rozgrywkach Dystryktu Braga.
W swojej historii rozegrał 20 sezonów na poziomie trzeciej ligi (w latach 1978–1983, 1987–1988, 1989–1990, 1997–1999 oraz 2004–2015).

## Reprezentanci kraju grający w klubie
stan na listopad 2023
|  | - Paulão Baptista - Wilson Gaspar - Narcisse Yaméogo - Ederson - Ansumane - Bacari Djaló |  | - António André - Pizzi - Quim - Nivaldo Alves - Patrick Andrade |